# Champagner aus dem Knobelbecher
Champagner aus dem Knobelbecher ist eine deutsche Landserkomödie von Franz Marischka aus dem Jahre 1975.

## Handlung
Frankreich im Zweiten Weltkrieg. Die beiden deutschen Landser Ede Lang und Anderl Breitner, ein Berliner und ein Bayer, haben es sich im deutschbesetzten Frankreich des Jahres 1944 gemütlich eingerichtet. In der Normandie an der Atlantikküste lassen sie es sich gut machen, das Kriegstreiben scheint weit weg. Plötzlich aber landen Amerikaner und Briten an der Küste, und aus ist es mit dem Dolce Vita. Als die GIs erst „ihr“ Dorf einnehmen und dann „ihren“ Bauernhof besetzen, beschließend die beide Soldaten, sich schnellstens aus dem Staub zu machen. Aber wie vorankommen? Am besten, man organisiert sich zwei US-Uniformen und „requiriert“ kurzerhand einen Panzer der Amis, denn, so finden die Zwei, davon hat der Gegner ja mehr als genug.
Die Gelegenheit ergibt sich in dem Moment, als ein US-Tank beim Vormarsch mitten auf freiem Feld anhält, weil ihnen gerade ein Pferdefuhrwerk mit deutschen Huren entgegenkommt. Während sich die Amerikaner mit den Mädels auf der Wiese vergnügen, stibitzen Ede und Anderl den Panzer und fahren fort. Nun aber werden die zwei Teutonen, die aus der Luft vom Feind, der sie für Amerikaner hält, ausgiebig versorgt werden, von den Franzosen, denen sie auf dem Rückzug begegnen, nicht länger für die verhassten „Boches“ gehalten, sondern für die Befreier. Dementsprechend werden Ede und Anderl umjubelt und von den Franzosen beköstigt. Und wieder scheint für Anderl und Ede ein süßes Leben mit Wein, Weib und Gesang in Aussicht, willige (nunmehr französische) Huren und Champagner aus dem Knobelbecher inklusive.

## Produktionsnotizen
Champagner aus dem Knobelbecher, thematisch angelehnt an die französischen „7.-Kompanie“-Landser-Filme Robert Lamoureuxs der 1970er Jahre, entstand im Sommer 1975 und wurde am 28. November 1975 uraufgeführt.

## Kritik
Das Lexikon des Internationalen Films verriss den Film wutentbrannt: „Das stupide Machwerk wartet mit fast allem auf, was am Stammtisch zu zotiger Unterhaltung beitragen könnte.“